# Governo del Sudan del Sud
Il Governo del Sudan del Sud è un organo del sistema politico, composto dal presidente e dai ministri, che formano il governo sudsudanese, che costituisce il vertice del potere esecutivo. In generale fanno parte del governo anche dei sottosegretari di Stato, ad alcuni dei quali può essere conferito il titolo di viceministri.

## Composizione
| Ruoli                                                                               |
| ----------------------------------------------------------------------------------- |
| Presidente                                                                          |
| Vice-Presidente                                                                     |
| Ministro degli Affari Presidenziali                                                 |
| Ministro della Difesa e dei Veterani                                                |
| Ministro della Giustizia                                                            |
| Ministro dell'Agricoltura e delle Foreste                                           |
| Ministro degli Affari Interni                                                       |
| Ministro degli Affari Esteri                                                        |
| Ministro degli Investimenti                                                         |
| Ministro dei Giovani e dello Sport                                                  |
| Ministro degli Affari Africani dell'Est                                             |
| Ministro dell'Energia                                                               |
| Ministro degli Affari Federali                                                      |
| Ministro dell'Economia                                                              |
| Ministro del Gender e del Welfare Sociale                                           |
| Ministro dell'Educazione Generale e dell'Istruzione                                 |
| Ministro delle Scienze e delle Tecnologie                                           |
| Ministro dello Sviluppo Urbano                                                      |
| Ministro della Salute                                                               |
| Ministro delle Informazioni, delle Comunicazioni Tecnologiche e dei Servizi Postali |
| Ministro degli Affari Umanitari                                                     |
| Ministro del Petrolio                                                               |
| Ministro del Lavoro                                                                 |
| Ministro della Cultura, dei Musei e dei Paesaggi Naturali                           |
| Ministro degli Affari Parlamentari                                                  |
| Ministro della Sicurezza Nazionale                                                  |
| Ministro dei Trasporti                                                              |
| Ministro delle Strade e dei Ponti                                                   |
| Ministro dei Mining                                                                 |
| Ministro delle Industrie                                                            |
| Ministro del Turismo                                                                |
| Ministro dei Pubblici Servizi e delle Risorse Umane                                 |